# Corbeaux et Moineaux
Pour plus de détails, voir Fiche technique et Distribution.
Corbeaux et Moineaux (chinois simplifié : 乌鸦与麻雀 ; pinyin : Wūyā yǔ máquè) est un film dramatique chinois réalisé par Zheng Junli sorti en 1949.
Remarqué pour sa vision extrêmement critique des bureaucrates nationalistes corrompus, le film a été réalisé alors que le gouvernement de Tchang Kaï-chek, basé à Nankin, était sur le point de s'effondrer, et n'a été achevé et sorti qu'après la fin de la guerre civile chinoise.
Le film se déroule à Shanghai et met en scène un groupe de locataires qui luttent pour éviter d'être jetés à la rue à cause des tentatives d'un fonctionnaire corrompu du parti de vendre leur immeuble.
Le film a remporté le prix Huabiao 1957 dans la catégorie « Film exceptionnel ».

## Synopsis
Au cours de l'hiver 1948, le Kuomintang (KMT) est en train de perdre la campagne de Huai Hai contre le Parti communiste chinois (PCC) pendant la guerre civile. Les fonctionnaires du Kuomintang ont commencé à persécuter plus sévèrement la population pour maintenir leur mode de vie luxueux. Dans une maison shikumen de Shanghai, M. Hou, un ancien collaborateur japonais devenu chef de section au ministère de la défense du Kuomintang, prévoit de vendre la maison qu'il a saisie au propriétaire Kong Yuwen et de s'envoler pour Taïwan. Il charge sa maîtresse, Yu Xiaoying ou Mme Hou, de donner un ultimatum aux autres locataires pour qu'ils quittent les lieux.
La maison est occupée par trois familles : M. Kong, correcteur d'épreuves dans une agence de presse, dont le fils a rejoint la Nouvelle Quatrième armée ; M. et Mme Xiao, vendeurs de produits étrangers avec leurs trois enfants ; et un instituteur, M. Hua, sa femme et leur fille Wei Wei. Lorsque M. Xiao propose de se regrouper, les autres ne sont pas d'accord et veulent trouver d'autres solutions. Kong et Hua essaient de trouver un logement sur leur lieu de travail respectif, tandis que M. et Mme Xiao espèrent investir dans le marché noir de l'or afin d'acheter l'immeuble à M. Hou.
Cependant, les choses ne se passent pas comme prévu. L'employeur n'est pas disposé à fournir un logement à M. Kong. M. Hua est arrêté par des agents du KMT pour avoir signé une lettre protestant contre le fait que l'administration de l'école permettait à la police d'arrêter injustement ses employés. M. et Mme Xiao constatent que leur plan d'accumulation de richesses a échoué après que le prix de l'or a fortement augmenté en raison des manipulations du gouvernement. Pire encore : ils sont battus par la foule qui attend également de pouvoir échanger des billets de yuan contre de l'or à la banque centrale. Pendant ce temps, Mme Hua, désespérée, demande à M. Hou de faire sortir son mari de prison. Mais ce dernier ne veut en faire que sa maîtresse. Furieuse, Mme Hua le rejette et rentre précipitamment chez elle, tandis que sa fille tombe désespérément malade. Grâce à l'aide généreuse de M. Kong et d'Ah Mei (la servante au grand cœur de Mme Hou), Wei Wei et M. et Mme Xiao se remettent complètement de leurs maladies et de leurs blessures.
Les locataires décident finalement de ne pas déménager lors d'une épreuve de force avec M. Hou. Ce dernier reçoit bientôt un appel téléphonique lui annonçant que le KMT, vaincu, est sur le point d'abandonner sa capitale, Nankin, et de se replier sur Taïwan. Tôt le lendemain matin, lui et sa maîtresse quittent furtivement la maison et se préparent à fuir vers Taïwan. Les agents du KMT libèrent M. Hua tandis que ses collègues enseignants sont exécutés. Alors que les membres restants du KMT s'enfuient tous de la Chine continentale, les locataires célèbrent le Nouvel An chinois en 1949, promettant de s'améliorer face à la nouvelle société qui s'annonce.

## Fiche technique
- Titre français : Corbeaux et Moineaux[2],[3]
- Titre chinois : 乌鸦与麻雀, Wūyā yǔ máquè[4]
- Réalisation : Zheng Junli
- Scénario : Chen Baichen, Liu Gu, Shen Fu, Wang Lingu, Xu Tao, Zhao Dan, Zheng Junli
- Photographie : Hu Zhenhua, Miao Zhenhua
- Montage : Wu Dingfang
- Musique : Wang Yunjie
- Décors : Niu Baorong, Xu Xin
- Production : Xia Yunhu,Ren Zongde
- Sociétés de production : Studios Kunlun (zh)
- Pays de production :  République de Chine
- Langue originale : mandarin
- Format : Noir et blanc
- Genre : film dramatique
- Durée : 111 minutes
- Dates de sortie : 
  - Chine : 11 janvier 1949
  - France : 20 novembre 1985

## Distribution
- Wei Heling (zh) : Kong Youwen, dit Confucius
- Zhao Dan : M. Xiao
- Wu Yin : Mme Xiao
- Sun Daolin : Hua Jiezhi
- Shangguan Yunzhu : Mme Hua
- Li Tianji : Hou Yibo
- Huang Zongying : Yu Xiaoying, dit « Mme Hou »
- Wang Bei : Ah Mei
- Wang Lulu : Wei Wei
- Xu Weijie : Da Mao
- Qiu Huan : Er Mao
- Ge Meiqiang : Petit Mao